# Frontière entre l'Afghanistan et la Chine
| \| Localisation sur la carte d'Asie · localisation \| Localisation sur la carte d'Asie. |
| Localisation sur la carte d'Asie · localisation                                         |

| \| Localisation sur la carte d'Afghanistan · localisation \| Localisation sur la carte d'Afghanistan. |
| Localisation sur la carte d'Afghanistan · localisation                                                |

| \| Localisation sur la carte de Chine · localisation \| Localisation sur la carte de Chine. |
| Localisation sur la carte de Chine · localisation                                           |

La frontière entre l'Afghanistan et la Chine est la plus petite frontière internationale de l'Afghanistan. Longue de 76 kilomètres seulement et intégralement en haute montagne, elle se situe au fond du corridor du Wakhan, lequel forme une queue de poêle au nord-est du pays. Elle est la frontière la plus orientale de l'Afghanistan et la plus éloignée du reste du pays et de zones urbaines. Elle est créée en 1895 à la demande de l'Empire britannique, qui souhaite mettre en place une zone tampon avec l'Empire russe, dans le cadre du Grand Jeu.

## Géographie
La frontière entre l'Afghanistan et la Chine débute au sud, au tripoint entre les deux pays et le Gilgit-Baltistan, la région du Cachemire administrée par le Pakistan. Elle suit, en remontant vers le nord, la ligne de séparation des eaux à travers la chaine Mustagh et se termine au tripoint avec le Tadjikistan. Les deux côtés de la frontière sont des réserves naturelles : le refuge naturel du corridor du Wahkan, dans le district de Wakhan, province de Badakhshan du côté afghan et la réserve naturelle de Taxkorgan, dans le xian autonome tadjik de Taxkorgan de la préfecture de Kachgar dans la région autonome du Xinjiang du côté chinois.
Elle n'est franchie par aucune route mais il existe différentes passes dont le col Wakhjir (4 923 mètres), au sud et le col Tegermansu (en)  (4 827 mètres) au nord.
Le passage de cette frontière est celui qui engendre le changement d'heure le plus important, l'Afghanistan étant situé sur UTC+4:30 et la Chine sur UTC+8.

## Histoire
La zone frontalière était une voie de passage sur la route de la soie. On pense que le célèbre pèlerin bouddhiste chinois Xuanzang a parcouru ce col lors de son voyage de retour en Chine vers 649.
L'existence de cette frontière est la conséquence du Grand Jeu, politique au XIXe siècle et tout début du XXe siècle visant à définir les aires d'influences respectives de l'Empire russe (actuel Tadjikistan au nord) et de l'Empire britannique (actuel Pakistan au sud) et qui fit de l'Afghanistan un État tampon entre eux deux. La frontière est créée en 1895, après l'annexion du Pamir par les Russes : les Britanniques demandent à l'émir Abdur Rahman d'étendre le territoire afghan sur le corridor du Wakhan, ce qu'il accepte. Les populations locales ne sont pas consultées.
Le royaume d'Afghanistan et la république populaire de Chine se mettent finalement d'accord le 22 novembre 1963 en signant un accord frontalier,,.
On pense qu'à une époque plus récente, le col principal, le col Wakhjir, est parfois utilisé comme voie de contrebande de drogue de faible intensité et est utilisé pour transporter de l'opium fabriqué en Afghanistan vers la Chine.
Dans les années 2000, l'Afghanistan a demandé à plusieurs reprises à la Chine d'ouvrir la frontière dans le corridor de Wakhan pour des raisons économiques ou comme voie d'approvisionnement alternative pour lutter contre la guérilla des talibans. Cependant, la Chine a résisté, en grande partie à cause des troubles dans sa province de l'extrême ouest du Xinjiang, qui borde le corridor,.
En décembre 2009, il a été signalé que les États-Unis avaient demandé à la Chine d'ouvrir le corridor.
Il y a eu des propositions et des plans du gouvernement régional de Kachgar pour ouvrir le col de Tegermansu en tant que port d'entrée à des fins économiques depuis les années 1990,. Cependant, cela n'a pas encore eu lieu.
|  |  |

## Articles liés
- Liste des frontières terrestres internationales par longueur.
- Relations entre l'Afghanistan et la Chine.
- Corridor du Wakhan